# Rivian R2
La R2 est un SUV électrique du constructeur automobile américain Rivian produit à partir de 2024. Elle est le second véhicule produit par le constructeur, après le pick-up R1T et sa version à cabine fermée R1S. La R2 est un concurrent des Tesla Model Y, Fisker Ocean, ou autre Renault Scenic en Europe.

## Présentation
La Rivian R2 est présenté le 7 mars 2024 à Los Angeles, en même temps que le R3 et sa version baroudeuse R3X.

## Caractéristiques techniques
La Rivian R2 repose sur la plateforme technique Skateboard du constructeur, provenant du Rivian R1T. La R2 bénéficie dans coffre sous le capot avant (frunk).

### Motorisation
Le SUV est disponible en trois motorisations : un moteur arrière en propulsion (RWD), ou en transmission intégrale (AWD) avec en plus un ou deux moteurs sur le train avant.